# Lễ hội Minh thề
Lễ hội Minh thề hay Lễ hội Minh thệ là một lễ hội truyền thống, di sản văn hóa cấp quốc gia, diễn ra hàng nằm vào ngày 14 tháng Giêng tại Miếu thờ Thành hoàng bản thổ, thôn Hoà Liễu, xã Thuận Thiên, huyện Kiến Thuỵ, Hải Phòng. Đây là một lễ hội có sự kết hợp giữa tín ngưỡng với giáo dục đạo lý nhân cách con người. Do tính chất của nó, lễ hội này thường được báo giới ví von là "Hội thề không tham nhũng".

## Lịch sử lễ hội
Năm 1561, Thái hoàng Thái hậu Vũ Thị Ngọc Toản (vợ của Thái thượng hoàng Mạc Đăng Dung) lập ra ấp Lan Niểu (nay là làng Hòa Liễu, xã Thuận Thiên) và quyên góp tu tạo ngôi chùa cổ Thiên Phúc Tự (nay là chùa Hòa Liễu - di tích lịch sử cấp quốc gia năm 2013) trong làng.
Sau khi tu tạo, phần kinh phí quyên góp còn dư bà đã cho mua hơn 47 mẫu ruộng để chia cho dân cày và một phần làm ruộng công. Những người sử dụng ruộng công sẽ phải trả lại một phần hoa màu theo quy định để làm quỹ dự trữ dùng vào việc cứu đói, giúp những người có hoàn cảnh khó khăn.
Để đề phòng tư lợi, Thái hoàng Thái hậu cùng dân làng đã lập ra Hịch văn Hội Minh thề với lời thề lấy chí công làm trọng, không xâm phạm của công. Và, lễ hội Minh thề đã ra đời và truyền lại cho đến ngày nay.
Thế kỷ XIX, triều đình nhà Nguyễn đã sắc phong bốn chữ vàng "Mỹ tục khả phong" cho lễ hội Minh thề.
Năm 1993, khu đền chùa Hòa Liễu được công nhận là di tích lịch sử cấp Quốc gia.
Hiện nay, trên cơ sở hương ước cổ của làng, người làng Hòa Liễu đã soản thảo bản hương ước mới gồm 5 chương 20 điều.
Năm 2017, Lễ hội Minh thể được công nhận là di sản phi vật thể cấp quốc gia.

## Thành phần hội thề
Nhưng người tham gia hội thề gồm: các quan cấp làng như lý trưởng, các tùy tùng giúp việc (nay là các chức sắc trong thôn: trưởng thôn, phó thôn, bí thư...); người trên 18 tuổi ở trong làng; các bô lão, chủ lễ, hội tư văn...
Chủ lễ là bậc cao niên, có uy tín trong làng. 
Tại hội thề có các quan hàng Tổng, hàng Phủ dự để chứng kiến lời thề (nay là lãnh đạo, cán bộ cấp xã, huyện).

## Lễ vật hội thề
Lễ vật hội thề gồm ban thờ, chiếc mũ quan cổ (được đặt trang trọng lên chính diện ban thờ), một con dao nhọn sắc (thường là dao bầu) dùng để vạch đài thể và cắt tiết gà, một con gà trống và một bình rượu đặt dưới ban thờ.
Theo quan niệm của người dân địa phương, máu linh kê rất linh thiêng, từ xưa gà là linh vật có thể liên thông giữa trời và đất, ánh sáng và màn đêm bằng tiếng gáy. Do đó, gà trống hành lễ phải có đặc điểm: lông vàng, chân vàng, mỏ đỏ, mào cờ. Sau khi hành lễ xong, gà trống được cắt tiết hòa chung với bình rượu để mọi người tham gia "uống máu ăn thề".

## Hịch văn thề
"Nếu lấy của công làm việc công thì được các thần linh ủng hộ. Nhược bằng, có lòng tham, lấy của công làm của tư, nguyện cầu các chư vị thần linh đả tử! Y như lời thề...", "Người nào tà tâm trộm cắp của nhau, nguyện cầu thần linh đả tử. Y như lời thề..."
"Ai dùng của công xây dựng việc công xin thần linh ủng hộ, ngược lại người lấy của công về làm của tư, xin thần linh đả tử.... làm tôi bất trung, làm con bất hiếu, xin thần linh tru diệt"
"Mọi người trong làng từ hương chức đến nhân dân, trên là bô lão, dưới từ 18 tuổi trở lên, ai dùng của công dùng vào việc công xin thần linh ủng hộ, ai lấy của công dùng vào việc tư, cầu thần linh đả tử... làm tôi bất trung, làm con bất hiếu, xin thần linh tru diệt". ....
Trong thời kỳ Pháp thuộc, chính quyền đô hộ đã cho dịch nội dung Hịch văn Hội Minh thề ra tiếng Pháp để lưu truyền.

## Diễn biến lễ hội
Lễ hội được tổ chức  tại chùa Hoà Liễu, vào ngày 14 tháng Giêng hàng năm.
Trước khi khai mạc, các chức sắc trong làng cùng dân làng tế Thánh tại miếu chính. Chủ lễ hội, các vị bồi lễ đọc chúc văn lai lịch công đức của Thánh vương; sau đó làm lễ dâng hương, dâng rượu, dâng nước trong tiếng nhạc bát âm.
 Tế xong, các bô lão, quan khách, dân làng, chức dịch... quần áo chỉnh tề tập trung quanh sân miếu theo thứ bậc. Chủ tế dùng động tác "chỉ trời vạch đất" mô phỏng theo phép biến trong Kinh dịch rồi dùng dao bầu vẽ một vòng tròn lớn giữa sân miếu làm Đài thề. Trước Đài thề đặt một bàn thờ hướng về cửa miếu. Chiếc mũ cổ của thành hoàng làng được đặt ở vị trí cao nhất trên Đài thề. 
Đại diện cho hàng ngũ chức dịch, hội tư văn, bô lão của làng do ban tổ chức lễ hội, hội đồng bô lão tuyển chọn bước lên Đài thề làm lễ thắp hương khấn vái trời đất bách thần. 
Đại diện tư văn đọc Minh thề: "Mọi người trong làng, từ hương chức đến nhân dân, trên là bô lão dưới từ 18 tuổi trở lên, ai dùng của công dùng vào việc công xin thần linh ủng hộ, ai lấy của công dùng vào việc tư, cầu thần linh đả tử... làm tôi bất trung, làm con bất hiếu, xin thần linh tru diệt".
Toàn thể người tham dự hô vang lời thề: "Ai dùng của công xây dựng việc công xin thần linh ủng hộ, ngược lại người lấy của công về làm của tư, xin thần linh đả tử.... làm tôi bất trung, làm con bất hiếu, xin thần linh tru diệt".
Lời thề vừa rứt, chủ tế cầm dao bầu cắm mạnh xuống trong vòng tròn Đài thề để biểu thị sự quyết tâm.
Cuối cùng, chủ lễ nhặt con dao bầu cắt tiết gà trống, hòa vào rượu cùng mọi người tham dự uống thể hiện sự đoàn kết, thống nhất cao.